# Passeport chypriote
Le passeport chypriote (en grec : κυπριακά διαβατήρια, kypriaká diavatíria ; en turc : kıbrıs pasaportu) est un document de voyage international délivré aux ressortissants chypriotes, et qui peut aussi servir de preuve de la citoyenneté chypriote.